# بريموسوم

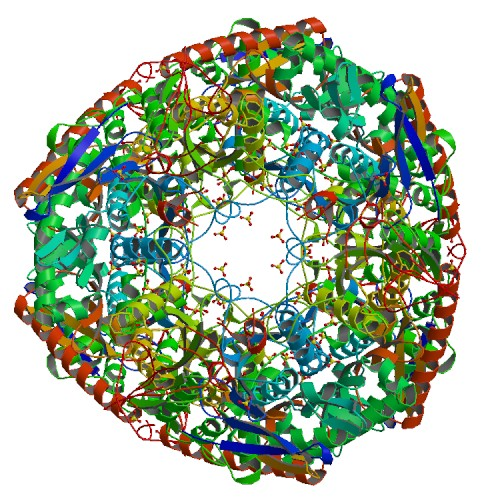
البنية البلورية 1E3P

في البيولوجيا الجزيئية، البريموسوم هو مركب بروتيني مسؤول عن إنشاء بادئات الحمض النووي الريبوزي على شريط مفرد من الحمض النووي الريبوزي منقوص الأكسجين أثناء تضاعف الحمض النووي الريبوزي منقوص الأكسجين.
والبريموسوم هو مركب بروتيني يشارك في بدء تكرار الحمض النووي. وقد تم العثور على البريموسومين فقط في بدائيات النوى. أما في حقيقيات النوى فهناك بروتينات أخرى تتولى هذه الوظيفة.
يتكون البريموسوم من سبعة بروتينات: إنزيم بريميز دانا جي، وإنزيم هيليكاز دانا بي، ومساعد إنزيم الهلبيات دانا سي، ودانا تي، وبري أ، وبري ب، وبري ج، في كل تضاعف متشعب، يُستَخدم البريموسوم مرة واحدة على الشريط الرئيسي من الحمض النووي الريبوزي منقوص الأكسجين وبشكل متكرر، بدءًا من كل جزء من أوكازاكي، على شريط الحمض النووي المعزول. في البداية، يرتبط المركب الذي يتكون من بري أ وبري ب وبري ج بالحمض النووي الريبوزي منقوص الأكسجين. ثم يرتبط مجمع اللولب دانا ب-دانا ج جنبًا إلى جنب مع دانا تي. يشار إلى هذا التركيب باسم ما قبل البريموسوم. وأخيرًا، يرتبط دانا جي بما قبل البريموسوم مكونًا جسيمًا أوليًا كاملًا. يربط البريموسوم 1-10 نيوكليوتيدات من الحمض النووي الريبوزي بشريط مفرد من الحمض النووي الريبوزي منقوص الأكسجين مما يخلق هجينًا من الحمض النووي الريبوزي. يستخدم هذا التتابع من الحمض النووي الريبوزي كمادة تمهيدية لبدء إنزيم بلمرة الحمض النووي الريبوزي منقوص الأكسجين III. تُستَبدَل قواعد الحمض النووي الريبوزي في النهاية بقواعد الحمض النووي الريبوزي منقوص الأكسجين بواسطة ريبونوكلياز هتش (حقيقيات النوى) أو بوليميراز الحمض النووي الريبوزي منقوص الأكسجين I (بدائيات النوى). ثم يقوم ليغاز الحمض النووي الريبوزي منقوص الأكسجين بربط الطرفين معًا.
يتطلب تجميع العصيات القولونية الأولية ستة بروتينات، بري أ وبري ب وبري ج ودانا بي ودانا سي ودانا تي، تعمل في موقع تجميع البريموسوم (باس) على شريط مفرد من الحمض النووي الريبوزي منقوص الأكسجين إس إس بي المغلف (8 إس). يبدأ التجميع من خلال تفاعلات بري أ وبري ب مع إس إس دي إن إيه وباس. ثم يعمل بري ج ودانا بي ودانا سي ودانا تي على مركب بري أ بري ب-الحمض النووي الريبوزي منقوص الأكسجين لإنتاج البريموسوم.
البريموسومات عبارة عن تجمعات للبروتينات النووية تنشط تفرعات تضاعف الحمض النووي الريبوزي منقوص الأكسجين. دورهم الأساسي هو استخدام اللولب المتماثل على الحمض النووي أحادي الشريط. يشارك البريموسوم "إعادة تشغيل النسخ المتماثل"، المحدد في العصيات القولونية، في إعادة تنشيط شوكات النسخ المتماثل الموقوفة. يؤدي ارتباط بروتين بري أ بالحمض النووي الريبوزي منقوص الأكسجين المتشعب إلى تجميعه. يتم حفظ بري أ في البكتيريا، لكن شركائه البريموسوميين ليسوا كذلك. في العصوية الرقيقة، كشف التحليل الجيني عن ثلاثة بروتينات بريموسومية، دانا بي ودانا دي ودانا إل، ليس لها متماثلات واضحة في العصيات القولونية. وهي تشارك في وظيفة البريموسوم في كل من تفرعات النسخ المتماثل الموقوف والأصل الكروموسومي. يكشف تحليلنا الكيميائي الحيوي لبروتينات دانا بي ودانا دي عن دورها في تجميع البريموسومات. كلاهما متعدد الحلقات ويرتبط بشكل فردي بالحمض النووي الريبوزي منقوص الأكسجين.